# Darat Izza
Darat Izza (tiếng Ả Rập: دارة عزة, Cũng đánh vần Darat Aza hoặc Darit Izza) là một thị trấn ở miền bắc Syria, hành chính một phần của Aleppo Governorate, nằm 30 kilômét (19 dặm) về phía tây bắc của Aleppo. Các địa phương gần đó bao gồm Deir Samaan ở phía bắc, Anadan ở phía đông và Turmanin ở phía tây nam. 

Darat Izza là trung tâm hành chính của Darat Izza Nahiyah của quận Jabal Sem'ān.

## Dân số
Theo Cục Thống kê Trung ương Syria (CBS), Darat Izza có dân số 13,525 trong cuộc điều tra dân số năm 2004. Năm 2013, khu vực đô thị của nó có dân số 41.953 người.

## Lịch sử
Dẫn đến Darat Izza là một đoạn đường được bảo tồn tốt của một con đường La Mã cổ đại có niên đại từ thế kỷ thứ 2. Trong thời kỳ Đế chế Ottoman, Darat Izza nổi tiếng với các loại vải cotton mà nó sản xuất.
Trong cuộc nội chiến Syria chống lại chính phủ Bashar al-Assad, vào ngày 23 tháng 6 năm 2012, 25 người ủng hộ chính phủ đã bị giết trong thị trấn bởi các thành viên của Quân đội Syria Tự do (FSA). Chính phủ tuyên bố họ là công dân bình thường trong khi FSA và Đài quan sát nhân quyền Syria tuyên bố họ là dân quân Shabiha thân chính phủ. Họ là một phần của một nhóm lớn hơn bị bắt cóc bởi một nhóm phiến quân. Số phận của những người khác bị bắt cóc là không rõ. Nhiều xác chết của dân quân shabiha bị giết đã mặc quân phục.
Một trường cấp hai đã biến thành đồn cảnh sát, tòa án và tòa thị chính tạm thời do phiến quân điều hành. Đây là một phần của chính quyền phiến quân non trẻ đang hình thành ở các khu vực của đất nước nơi chính quyền của Assad đã biến mất khi lực lượng an ninh của ông cố gắng kiểm soát các thành phố chính của Syria: Aleppo, Damascus, Homs và các thành phố khác. Một kẻ đào ngũ khỏi chính quyền Assad, Abdul Hadi đứng đầu một lực lượng an ninh "cách mạng" gồm khoảng 40 sĩ quan, tất cả đều là cựu cảnh sát trong chính phủ. Đôi khi, vai trò của Abdul Hadi có vẻ giống với thị trưởng địa phương hơn là một sĩ quan cảnh sát. Trong số các trách nhiệm tự giao, ông giám sát các nguồn cung cấp bánh mì địa phương, kêu gọi các tiệm bánh điều chỉnh sản xuất theo nhu cầu. Các cuộc tấn công của phiến quân gần đây vào một kho chứa lúa mì và xăng quân đội thuộc sở hữu của chính phủ đã cho phép họ tiếp cận với nguồn cung cấp mới. Vào ngày 21 tháng 11, phiến quân tấn công căn cứ Sheikh Suleiman gần đó (đang bị bao vây trong hơn hai tháng), nhưng đã bị đẩy lùi khỏi khu vực bởi một cuộc phản công của quân đội, trong đó 25 phiến quân đã bị giết. vào ngày 10 tháng 12, căn cứ đã bị lực lượng đối lập chiếm. Hơn 100 quân đội chế độ còn sót lại bên trong căn cứ đã rút về tòa nhà khoa học đeo mặt nạ phòng độc.
Thị trấn nằm dưới sự kiểm soát của Nhà nước Hồi giáo Iraq và Levant kể từ tháng 9 năm 2013, nhưng sau đó đã rút lui sau một cuộc tấn công trên diện rộng do Quân đội Mujahedeen và Mặt trận Hồi giáo lãnh đạo.
Sahab và A Haber đã tuyên bố rằng Lực lượng Vũ trang Thổ Nhĩ Kỳ có thể sẽ thiết lập một căn cứ bởi Núi Sheikh Barakat để tạo điều kiện tiến vào Tỉnh Idlib. Gần đây, thị trấn này nằm dưới sự kiểm soát của Quân đội Syria Tự do do Thổ Nhĩ Kỳ hậu thuẫn.